# Can Gil
Can Gil est une maison située à Vilabertran, en Catalogne (Espagne). Elle est classée dans l'Inventaire du patrimoine architectural de Catalogne.

## Description
Située dans le quartier nord-est du village de Vilabertran, la maison de Can Gil est construite aux XVIe et XVIIe siècles, dans un style gothique. La façade donnant sur la place possède une porte avec un arc en plein cintre.